# Ōme
Ōme (青梅市?) è una città giapponese conurbata in Tokyo.